# Roger May
Roger May  (Swindon, 6 september 1974) is een Brits componist, muziekpedagoog en dirigent.

## Levensloop
May studeerde muziek aan de Universiteit van Bristol, waar hij zijn Bachelor of Arts behaalde. Verder studeerde hij compositie voor film en televisie aan het London College of Music en Media in Londen en behaalde aldaar zijn Master of Music. Aan het laatstgenoemde instituut won hij de Wilfred Joseph’s prijs met zijn werk Bariolage. Tot zijn leraren behoorden Raymond Warren, Adrian Beaumont en Cecilia McDowall. Hij studeerde verder orkestdirectie bij Alan Rump en Patrick Bailey. 
Voor zijn werken behaalde hij nog meer prijzen: hij won competities zoals de West Forest Sinfonia 21st Birthday Commission met Flight to the Iolite voor orkest, de National Saxophone Choir's composition competition met Introduction & Riffs, de Brass Initiative Composition Competition en de Aldworth Philharmonic's Young Composer Award met Concerto for Euphonium. Hij won eveneens de Narcisse Award voor de muziek tot de beste Zwitserse korte film tijdens het Neuchâtel International Fantasy Film Festival. Hij behoort tot een reeks componisten, die regelmatig nieuwe werken schrijven voor de jaarlijkse bijeenkomsten van de British Association of Symphonic Bands and Wind Ensembles (BASBWE). In 2008/2009 was hij huiscomponist van het National Saxophone Choir of Great Britain.
Als gastdirigent is hij verbonden aan de National Saxophone Choir of Great Britain (NSC) en de Swindon Concert Band en hij is dirigent van een plaatselijke zangvereniging. Hij dirigeerde ook zijn musical bij een uitvoering tijdens het Edinburgh Fringe Festival. 
Als docent is hij verbonden aan het Rose Bruford College of Theatre and Performance in Londens West End.

## Composities

### Werken voor orkest
- Bariolage
- Concerto for Euphonium, voor eufonium en orkest
- Diamond Fanfare
- Flight to the Iolite
- Sightings, voor strijkorkest
- Tommy the Tumultuous Trumpet, voor spreker, trompet en orkest
- Variation VI (over "Sumer is Icumen in"), voor orkest

### Werken voor harmonieorkest en brassband
- 1997 Tommy the Tumultuous Trumpet, voor spreker, trompet (solo) en harmonieorkest
- 2011 Fanfare: Life Begins, voor harmonieorkest
- Elegiac Impressions, voor harmonieorkest
- Overture: Barbury Castle, voor brassband
- Sketches of the Great Wall, voor harmonieorkest
- The Three Towers Suite, voor harmonieorkest
- Time Changes, voor harmonieorkest

### Missen en andere kerkmuziek
- Dum Sacrum Mysterium, voor gemengd koor - tekst: Liber Usualis
- Quem Pastores Laudavere, voor gemengd koor
- Shout for Joy, All the Earth, voor vier- of achtstemmig gemengd koor en orkest - tekst: Psalm 100

### Vocale muziek

#### Werken voor koor
- Snow, voor gemengd koor en orgel - tekst: John Davidson (1857-1909)
- Snowflakes, voor gemengd koor en orgel - tekst: Henry Wadsworth-Longfellow

#### Liederen
- 3 Shakespeare Sonnets, voor sopraan en piano
- Shall I compare thee to a summer's day?, voor sopraan en piano - tekst: William Shakespeare

### Kamermuziek
- 1M1, voor tromboneoctet
- Colosseum, voor baritonsaxofoon (solo) en saxofoonkoor
- Fanfar&s, voor koperkwintet
- Introduction & Riffs, voor saxofoonkoor
- Io, voor contrabas (solo)
- Multangularis, voor strijkkwartet
- Quattuor Anguli Terrae, voor saxofoonkoor
- Sax Circus, voor saxofoonoctet
- Simon's Mangrove Groove, voor saxofoonkoor (ook voor saxofoonensemble)
- Synthesis, voor klarinettenkoor, saxofoonkoor en slagwerkensemble
- The Agents, voor koperkwintet
- Tryptyche, voor trompet
- Urban Fusion, voor saxofoonkwartet
- Zephyr, voor fluitkoor

### Werken voor slagwerk
- C-blue, voor vibrafoon

### Filmmuziek
- 2000 Time with Nyenne
- 2009 After the Flood